# Badminton aux Jeux olympiques d'été de 2020
Navigation
Rio de Janeiro 2016 Paris 2024
Les épreuves de badminton aux Jeux olympiques d'été de 2020 se déroulent au Musashino Forest Sports Plaza de Chōfu, près de Tokyo au Japon, du 24 juillet au 2 août 2021. Avant le report dû à la pandémie de Covid-19, la compétition était programmée du 25 juillet au 3 août 2020. Il s'agit de la 8e apparition du badminton aux Jeux olympiques.

## Préparation de l'événement

### Désignation du pays hôte
Le 23 mai 2012, le Comité international olympique sélectionne trois villes candidates, qui sont les trois villes ayant demandé à organiser les Jeux olympiques. Il s'agit d'Istanbul, Madrid et Tokyo.
Le 7 septembre 2013, lors de la 125e session du CIO à Buenos Aires, les membres du Comité élisent Tokyo lors du second tour du scrutin, avec 60 voix sur 96 votants.

### Lieu de la compétition
Le tournoi olympique de badminton aura lieu au Musashino Forest Sports Plaza, situé dans la ville de Chōfu qui fait partie de la métropole de Tokyo.
Le site sera également utilisé pour l'épreuve d'escrime du pentathlon moderne ainsi que pour le basket-ball lors des Jeux paralympiques.
Construit pour les Jeux, ce complexe multisports, dont la salle principale peut accueillir jusqu'à 10 000 spectateurs (dont 6 000 places assises), comprend également une piscine, une salle de sport, un espace sportif polyvalent et deux espaces de remise en forme, qui seront ouverts au grand public après les Jeux.
C'est le premier site achevé pour Tokyo 2020. La construction a pris trois ans et demi et a coûté plus de 300 millions de dollars.

## Qualifications
La période de qualification s'étend du 29 avril 2019 au 25 avril 2021. Le classement de la BWF à paraître le 29 avril 2021 servira à déterminer les différents qualifiés.
Il y a 16 paires de joueurs dans chaque épreuve de double et une allocation initiale de 38 joueurs dans chaque épreuve de simple, selon les critères suivants :
- En simples :
  - Classement 1 à 16 : les joueurs sont pris à tour de rôle. Un CNO ne peut inscrire que deux joueurs maximum ;
  - Classement 17 et plus : les joueurs sont pris à tour de rôle. Un CNO ne peut inscrire qu'un seul joueur.
- En double :
  - Classements 1 à 8 : les paires sont prises à tour de rôle. Un CNO ne peut inscrire que deux paires au maximum ;
  - Classements 9 et plus : les paires sont prises à tour de rôle. Un CNO ne peut inscrire qu'une seule paire[5].

Chacune des cinq confédérations continentales se voit garantir au moins un quota pour chaque épreuve de simple et de double (on parle alors de représentation continentale). Si cela n'a pas été satisfait par la méthode de sélection décrite ci-dessus, le joueur ou la paire la mieux classée du continent respectif est qualifiée. Un CNO peut qualifier des joueurs ou des paires dans un maximum de deux épreuves par le biais du système de représentation continentale. Si un CNO se qualifie pour plus de deux épreuves par le biais du système de la représentation continentale, le CNO doit choisir celui qui est qualifié et la place refusée est attribuée au joueur ou à la paire éligible du prochain CNO.
Le Japon, pays hôte, est autorisé à inscrire un joueur et une joueuse dans les tournois de simples hommes et dames, mais plus de deux joueurs peuvent être autorisés s'ils respectent les règles de qualification. De plus, six quotas sont mis à la disposition des CNO éligibles dans le cadre de l’invitation de la commission tripartite, dont trois en simples hommes et dames. Les invitations de la commission tripartite comptent pour le système de représentation continentale.
Pour tout joueur qui se qualifie à la fois en double et en simple, une place inutilisée est attribuée au meilleur athlète éligible suivant.

## Déroulement de la compétition

### Nations participantes
86 joueurs et 87 joueuses, soit 173 badistes de 50 comités olympiques participent à la compétition.
- Allemagne (5)
- Australie (4)
- Autriche (1)
- Azerbaïdjan (1)
- Belgique (1)
- Birmanie (1)
- Brésil (2)
- Bulgarie (3)
- Canada (8)
- Chine (14)
- Corée du Sud (10)
- Danemark (9)
- Égypte (3)
- EOR (1)
- Espagne (2)
- Estonie (2)
- États-Unis (4)
- Finlande (1)
- France (4)
- Grande-Bretagne (7)
- Guatemala (2)
- Hong Kong (4)
- Hongrie (2)
- Inde (4)
- Indonésie (11)
- Iran (1)
- Irlande (1)
- Israël (2)
- Japon (13)
- Malaisie (8)
- Maldives (1)
- Malte (1)
- Maurice (1)
- Mexique (2)
- Nigeria (3)
- Pakistan (1)
- Pays-Bas (4)
- Pérou (1)
- ROC (4)
- Singapour (2)
- Slovaquie (1)
- Sri Lanka (1)
- Suède (1)
- Suisse (1)
- Suriname (1)
- Taipei chinois (5)
- Thaïlande (7)
- Turquie (1)
- Ukraine (2)
- Viêt Nam (2)

### Programme
Tous les événements ont lieu lors de deux sessions par jour, une le matin et une le soir.
| P | Tours préliminaires | ⅛ | 1/8e de finale | ¼ | Quarts de finale | ½ | Demi-finales | F | Finale |

| Date →        | 24 | 24 | 25 | 25 | 26 | 26 | 27 | 27 | 28 | 28 | 29 | 29 | 30 | 30 | 31 | 31 | 1 | 1 | 2 | 2 |
| Épreuve ↓     | M  | S  | M  | S  | M  | S  | M  | S  | M  | S  | M  | S  | M  | S  | M  | S  | M | S | M | S |
| ------------- | -- | -- | -- | -- | -- | -- | -- | -- | -- | -- | -- | -- | -- | -- | -- | -- | - | - | - | - |
| Simple hommes | P  | P  | P  | P  | P  | P  | P  | P  | P  | P  |    | ⅛  |    |    | ¼  |    | ½ |   |   | F |
| Simple dames  | P  | P  | P  | P  | P  | P  | P  | P  | P  |    | ⅛  |    | ¼  | ¼  |    | ½  |   | F |   |   |
| Double hommes | P  | P  | P  | P  | P  | P  | P  | P  |    |    | ¼  |    |    | ½  |    | F  |   |   |   |   |
| Double dames  | P  | P  | P  | P  | P  | P  | P  | P  |    |    |    | ¼  |    |    | ½  |    |   |   | F |   |
| Double mixte  | P  | P  | P  | P  | P  | P  |    |    | ¼  |    | ½  |    |    | F  |    |    |   |   |   |   |

## Médaillés
| Épreuve       | Or                                  | Argent                          | Bronze                              |
| ------------- | ----------------------------------- | ------------------------------- | ----------------------------------- |
| Simple hommes | Viktor Axelsen (DEN)                | Chen Long (CHN)                 | Anthony Ginting (INA)               |
| Simple dames  | Chen Yufei (CHN)                    | Tai Tzu-ying (TPE)              | Pusarla Venkata Sindhu (IND)        |
| Double hommes | Lee Yang Wang Chi-lin (TPE)         | Li Junhui Liu Yuchen (CHN)      | Aaron Chia Soh Wooi Yik (MAS)       |
| Double dames  | Greysia Polii Apriyani Rahayu (INA) | Chen Qingchen Jia Yifan (CHN)   | Kim So-yeong Kong Hee-yong (KOR)    |
| Double mixte  | Wang Yilyu Huang Dongping (CHN)     | Zheng Siwei Huang Yaqiong (CHN) | Yuta Watanabe Arisa Higashino (JPN) |

## Tableau des médailles
- Pays organisateur ( Japon)

| Rang  | Nation         | Or | Argent | Bronze | Total |
| ----- | -------------- | -- | ------ | ------ | ----- |
| 1     | Chine          | 2  | 4      | 0      | 6     |
| 2     | Taipei chinois | 1  | 1      | 0      | 2     |
| 3     | Indonésie      | 1  | 0      | 1      | 2     |
| 4     | Danemark       | 1  | 0      | 0      | 1     |
| 5     | Corée du Sud   | 0  | 0      | 1      | 1     |
| 5     | Inde           | 0  | 0      | 1      | 1     |
| 5     | Japon          | 0  | 0      | 1      | 1     |
| 5     | Malaisie       | 0  | 0      | 1      | 1     |
| Total | Total          | 5  | 5      | 5      | 15    |